# Gasin
Nello sciamanesimo coreano, i Gasin (가신?, 家神?; lett. "divinità della casa") sono una categoria di divinità che ha il compito di proteggere i diversi oggetti e le varie stanze della casa, come ad esempio la cucina. La fede nei Gasin è basata proprio sulla venerazione di queste divinità. La venerazione dei Gasin è una parte fondamentale delle religioni tradizionali coreane.

## Tipi diGasin

### Seongju
Seongju (성주?, 城主?) è la divinità più importante all'interno dell'abitazione, di cui sorveglia e protegge ogni aspetto, dalla costruzione ai membri della famiglia che vi risiede.
Viene chiamato anche Seongjo o Seongjusin. Nella mitologia, Seongju è il Dio delle Costruzioni, e quindi prende forma quando viene eretta una casa, in occasione di un trasloco o quando si forma una nuova famiglia. Seongju vigila su ogni elemento della casa, dal mobilio agli elettrodomestici fino alla buona sorte del nucleo familiare; procura bestiame, grano, riso e indumenti di seta; si assicura che i genitori siano longevi e abbiano dei discendenti devoti e leali, e che questi siano a loro volta impiegati con successo nell'agricoltura e nei servizi pubblici.
La data in cui viene ricevuto un nuovo Seongju viene scelta, di norma, in base alla sorte dell'uomo di casa. Per accogliere e venerare la divinità viene utilizzato un palo o un bastone di bambù o quercia che prende il nome di Seongjutdae, si cui viene posta una sagoma di carta bianca rituale baekji a forma di essere umano. La costruzione del palo rituale si completa con l'aggiunta di un sacchetto contenente del riso. A questo punto il Seongjutdae viene messo in un vaso colmo di riso bianco e viene posizionato di fianco a un albero. In passato, le famiglie si recavano nella collina dietro la propria casa e posizionavano il Seongjutdae vicino a un pino, mentre in epoca moderna la divinità può essere accolta nei pressi di un albero di frutta nel giardino di casa, oppure vicino a una colonna dell'entrata o della cantina, ma mai nella casa di un'altra famiglia. Talvolta, l'accoglienza della divinità si pratica facendo volare in aria un foglio di preghiera in fiamme (soji). Infine, un membro della famiglia è incaricato di confermare le intenzioni del Dio, tenendo in mano il bastone per trovare il punto della casa in cui il Seongjutdae verrà custodito. I rituali per il culto di Seongju sono tenuti regolarmente durante le festività stagionali, incluso il primo e il decimo mese del calendario lunare (sangdalgosa o antaek) o nel caso di ricorrenze familiari particolari, come ad esempio i matrimoni.

### Jowang
Jowang (조왕?, 竈王?) è una divinità del fuoco il cui compito è quello di sorvegliare il patrimonio familiare insieme al benessere e alla salute dei discendenti. Il suo dominio è la cucina, pertanto viene generalmente venerata dalla moglie o dalla suocera, siccome la cucina è anche uno spazio per le donne di casa. La divinità adorata dalla massa è solitamente considerata una dea, nota come Jowanggaksi, ovvero "dea nubile della cucina" o Jowanghalmae, "dea nonna della cucina", tuttavia sciamani e Buddhisti idolatrano tale divinità nelle vesti di una coppia o di un dio.
Le donne si dedicano a Jowang a partire dal loro matrimonio o dal momento in cui formano una nuova famiglia indipendente dai suoceri, prendendo generalmente in eredità gli oggetti sacri dalla suocera. Tali cimeli variano da regione a regione e da famiglia a famiglia e includono una piccola ciotola contenente dell'acqua, un talismano nella forma di un cuscino da terra, e un vaso di pollock essiccato e terracotta. A differenza degli altri Dei domestici che vengono adorati solo in giorni speciali o durante i riti sciamanici, Jowang viene venerata giornalmente: la donna di casa si sveglia al sorgere del sole per recarsi al pozzo dove, una volta lavatosi il viso con acqua fresca e incontaminata, prende una ciotola di acqua da offrire a Jowang. Una ciotola d'acqua fresca presa dal pozzo viene offerta alla dea anche nel primo e nel quindicesimo giorno di ogni mese lunare, durante le festività tradizionali, nei servizi funebri per i genitori, ai compleanni, nel momento in cui si costruisce una nuova casa e quando un membro della famiglia si trova in viaggio o lontano da casa. Nei giorni in cui si eseguono dei rituali in casa viene praticato anche un rito per Jowang offrendo torte di riso e altri cibi sacri.

### Cheuksin
Cheuksin (측신?, 厕神?), Cheuksingaksi (측신삭시?; lett. "Divinità nubile della latrina") o Cheuksinbuin (측신부인?) è la dea fiera e ostile che, secondo la tradizione, risiede nella latrina, la quale si trovava anticamente al di fuori dell'abitazione. Dato che le latrine erano scure e umide, gli incidenti che vi si verificavano erano considerati attacchi da parte di forze maligne da cui derivavano delle maledizioni: perciò, quando qualcuno cadeva nella pila o nella cassa contenente i rifiuti della latrina, era solito effettuare un semplice rituale consistente in un'offerta di gnocchi di riso freschi. Secondo la tradizione, la dea ha lunghi capelli che, quando qualcuno entra nel bagno, usa per strangolarlo di soprassalto, causando una grave malattia incurabile. Per questo è necessario tossire e fare rumore prima di entrare in un bagno. Cheuksin risiede nelle fondamenta della casa, ma non è venerata regolarmente. Invece, vengono effettuate delle piccole offerte dopo i rituali funebri, oppure, quando vengono preparati cibi speciali nella casa, piccoli bocconi vengono staccati e offerti così come sono, senza usare alcun particolare recipiente per servirli.

### Teoju
Teoju (터주?, 宅基神?) – anche nota come Teojusin, Teojutdaegam, Teojuhalmae e Jisin – è la divinità protettrice della terra e dimora nei terreni della casa, provvedendo alla loro sicurezza e alla pace della famiglia. È venerata attraverso un oggetto sacro chiamato teojutgari, collocato nel giardino dietro casa o nella terrazza adibita alle giare per salse. Il teojutgari è una giara di terracotta riempita con i migliori chicchi di riso del primo raccolto d'autunno, a cui a volte si aggiungono altri quattro tipi di cereali tra cui fagioli di soia, sorgo e fagioli rossi; è chiusa da un coperchio e decorata con un fascio di paglia a forma di cono, che viene bruciato e sostituito ogni anno durante il rituale autunnale famigliare gaeulgosa. Esso si tiene intorno al decimo mese lunare, in un giorno di buon auspicio scelto dalle donne della casa. L'ordine secondo cui si venerano i Gasin varia da regione a regione, ma generalmente vede per precedenza prima Seongju, poi Jowang e infine Teoju. Tra le pietanze offerte a Teoju ci sono i sirutteok (gnocchi di riso impilati con ripieno di fagioli rossi), il bugeo (merluzzo nero essiccato), la jeonghwasu (acqua fresca di fonte) e il makgeolli. Quando un rituale viene commissionato a uno sciamano, le pietanze offerte sono più elaborate e includono frutti di tre colori diversi. Durante il gaeulgosa, vengono sostituiti anche i cereali nella giara del teojutgari, e quelli vecchi vengono stufati o cucinati in gnocchi di riso per essere consumati in casa, per far sì che non lascino l'abitazione. Le donne della casa rivolgono le proprie preghiere a Teoju anche durante il resto dell'anno, ogniqualvolta sorga un problema, con una semplice ciotola di riso stufato e acqua fresca di fonte. Quando la famiglia cambia abitazione, porta con sé il teojutgari.

### Samsin
Samsin (삼신?, 三神?) è la dea della fertilità e della protezione della casa. Nella cultura tradizionale coreana si crede che gli esseri umani nascano sotto la sua benedizione. Samsin è anche chiamata Grande Madre Samsin, Grande Padre Samsin, Grande Madre Sejun o Grande Madre Jiang, dove Jiang e Sejun si riferiscono rispettivamente a Jewang e Sejon, divinità originate dal Buddismo e correlate al Dio del parto Jeseok. L'origine di Samsin è narrata nel mito sciamanico Danggeumaegimuga ("Canzone della nubile Danggeum"), anche chiamato Jeseokbonpuri ("Canzone dell'origine di Jeseok") o "Canzone del rituale di Sijun/Sejon" nelle regioni della costa orientale che includono Gangneung e Uljin.
Come divinità famigliare, Samsin vigila sul parto, sulla durata di vita di un bambino e sulla salute dell'intera famiglia, assumendo ruoli diversi in casa. Generalmente percepita come una dea, alcune famiglie venerano una delle proprie defunte antenate come Samsin. I rituali di culto si tengono durante le festività stagionali, quali Seollal, Chuseok, Jeongwol daeboreum e solstizio d'inverno, o quando si rinnovano i cereali contenuti nelle giare sacre. I rituali si celebrano anche in occasioni legate oltre che alla nascita, anche alle malattie infantili o ad altri problemi della famiglia.
Nel giorno in cui nasce un bambino si imbandisce una tavola rituale per Samsin, sulla quale compaiono alghe marinate (miyeok), zuppa di alghe, riso cotto al vapore e acqua fresca di fonte. Un tavolo per Samsin, apparecchiato per il centesimo giorno del bambino o per il primo compleanno, è provvisto di matasse di fili e peperoncini rossi. Per il culto di ogni giorno invece viene offerta semplicemente una ciotola d'acqua fresca. Ulteriori portate vengono dedicate durante i rituali stagionali: zuppa di gnocchi di riso per il Seollal, riso ai cinque cereali per il Jeongwol daeboreum, porridge di fagioli rossi (patjuk) per il solstizio d'inverno.
Samsin è venerata attraverso diversi oggetti sacri dalle forme svariate, come samsindanji (vaso di terracotta), samsinbagaji (ciotola di zucca) e samsingori (cesto di vimini), che contengono cereali appena raccolti, carta di gelso o matasse di fili, e vengono sigillate prima di essere riposte, o sopra l'armadio o su uno scaffale separato, nella camera interna per la donna di casa.

### Nulgupjisin
Nulgupjisin (눌굽지신?) o Natgarisin (낟가리신?) è la divinità del grano e del Nulgup, l'area nella quale si conserva il grano e dove si riduce quest'ultimo in farina.
Considerato il più debole tra le divinità protettrici della casa, il rito in suo onore era breve e l'ultimo a venire praticato nel rituale Gakdobinyeom; questo era infatti preceduto in ordine di successione dai riti dedicati a Munjeon (il dio della porta), Chilseong (la divinità della preservazione), Jowang (la divinità della cucina), Obang Sinjang (le divinità delle direzioni) e Jumok Jeongsal Jisin, la divinità del Jeongnang (la recinzione in legno posta all'ingresso delle abitazioni). Gli sciamani erano soliti mettere del cibo all'interno di una ciotola per poi recarsi nel Nulgup dove, una volta offerto il cibo portato in dono, eseguivano delle preghiere alla divinità per assicurarsi una buona raccolta di grano e la protezione della famiglia dalla sfortuna o dai gwisin (spiriti malvagi). Non risulta alcun mito o storia in merito alla sua figura.

### Munsin
Munsin (문신?, 門神?; lett. "Dio del cancello") è la divinità che accoglie o respinge gli spiriti maligni e impuri che possono entrare dalla porta di casa.
Munsin non si incarna in una specifica entità sacra. Tuttavia, nell'isola di Jeju si pensa che i pilastri di legno delle recinzioni di fortuna incarnino una divinità chiamata Munjeonsin, ovvero il dio all'infuori del cancello. La funzione pratica di queste costruzioni è di tenere alla larga il bestiame, e vengono costruite non solo nelle case, ma anche nei campi. A Jeju, Munjeonsin supervisiona le vicende domestiche e viene chiamato anche Namseonbi. Gli sciamani chiamano le divinità dei cancelli Sumundaegam (dio ufficiale dei cancelli), mentre a Jinan, nella provincia del Jeolla settentrionale, la stessa divinità viene chiamata Mungandaegam.
Nella religione folcloristica coreana, si crede che ci sia una divinità ad ogni porta. Tuttavia, questo dio non viene adorato in un rituale a se stante, ma la sua presenza viene riconosciuta semplicemente lasciando un piccolo pezzo di torta di riso alla porta d'entrata dopo il rituale per il dio protettore della casa (gosa). Nonostante ciò, sull'isola di Jeju, dove i cancelli sono ritenuti ugualmente importanti, ogni rituale in onore del dio protettore della casa include una canzone narrativa chiamata Munjeonbonpuri ("Origine del dio del cancello") e viene praticato, inoltre, un rituale per la divinità protettrice dell'entrata di casa (Munjeongosa) quando ci si trasferisce in una nuova abitazione.

### Eop
Eop (업?, 业神?) – anche noto come Eopsin (업신?), Eobwang (업왕?), Eobwisin (업위신?), Jikimi (지기미?; lett. "guardiano") e Jipjikimi (집지기미?; lett. "guardiano della casa") – è la divinità che sorveglia i beni materiali di una famiglia. Risiede negli angoli più nascosti della casa, come la dispensa o il capannone e porta ricchezza e prosperità. Oggetti sacri che incarnano Eop sono i fasci di paglia o gli aghi di pino, mentre è talvolta anche identificato con animali come serpenti, donnole, rospi, maiali, topi e più raramente anche esseri umani, un fenomeno unico tra le divinità della casa. Ad Andong, nella provincia del Nord Gyeongsang, dove il culto delle divinità della casa si pratica prevalentemente attraverso il "vaso del drago" (용단지?, yongdanjiLR), il drago è considerato pari al serpente e in quanto tale è venerato come Eop. Nella credenza comune il serpente Eop è solito vivere sul tetto della case, e quando viene avvistato in altre parti della dimora è considerato un segno di declino per la famiglia stessa. Per pregare il serpente di tornare sul tetto, vengono bruciati capelli umani per via del particolare odore che essi sprigionano, oppure viene cotto del porridge di riso da offrirgli. I riti per Eop hanno generalmente luogo nel decimo mese del calendario lunare, così come durante il solstizio invernale, quando una grande ciotola di porridge di fagioli rossi (patjuk) viene offerta alla divinità. Se la ciotola non veniva svuotata dopo un po' di tempo, era interpretato come di cattivo auspicio.
Ineop (인업?; lett. "Divinità umana delle proprietà") è un'altra forma di questo dio, la quale si attacca agli umani e porta buona fortuna. Il suo aspetto è identico a quello della persona a cui si attacca e questo significa che la persona in questione e il suo Eop sono indistinguibili nonostante siano due entità separate. Esistono molte storie e favole connesse sia a Eop che a Ineop, specialmente riguardanti serpenti che lasciano la casa, risultando nella disgrazia della famiglia.